# Wilhelm Rodler
Wilhelm Rodler (29. dubna 1835 Vrbno pod Pradědem nebo Lack u Marburgu – 24. června 1898 Vídeň nebo Lack u Marburgu) byl rakouský právník a politik německé národnosti, v 2. polovině 19. století poslanec Říšské rady.

## Biografie
Pocházel ze slezského Vrbna pod Pradědem, které mu udělilo čestné občanství. Byl politicky a veřejně aktivní. Působil jako náměstek starosty Grinzing u Vídně a byl viceprezidentem rakouské zemědělské společnosti. Působil jako advokát ve Vídni.
Byl poslancem Říšské rady (celostátního parlamentu Předlitavska), kam nastoupil v prvních přímých volbách roku 1873 za kurii venkovských obcí v Dolních Rakousích, obvod Hernals, Klosterneuburg atd. V roce 1873 se uvádí jako Dr. Wilhelm Rodler, advokát, bytem Vídeň. V roce 1873 do parlamentu nastupoval za blok německých ústavověrných liberálů (tzv. Ústavní strana, centralisticky a provídeňsky orientovaná), v jehož rámci představoval mladoněmecké křídlo. V roce 1878 zasedal v poslaneckém Novém Klubu pokroku.
Zemřel v červnu 1898 na svém statku v Lacku u Marburgu. V té době už byl emeritním advokátem. Tělo bylo převezeno do Vídně.